# Dick Feld
Dick Feld (27 oktober 1957) is een Nederlands acteur en theatermaker.

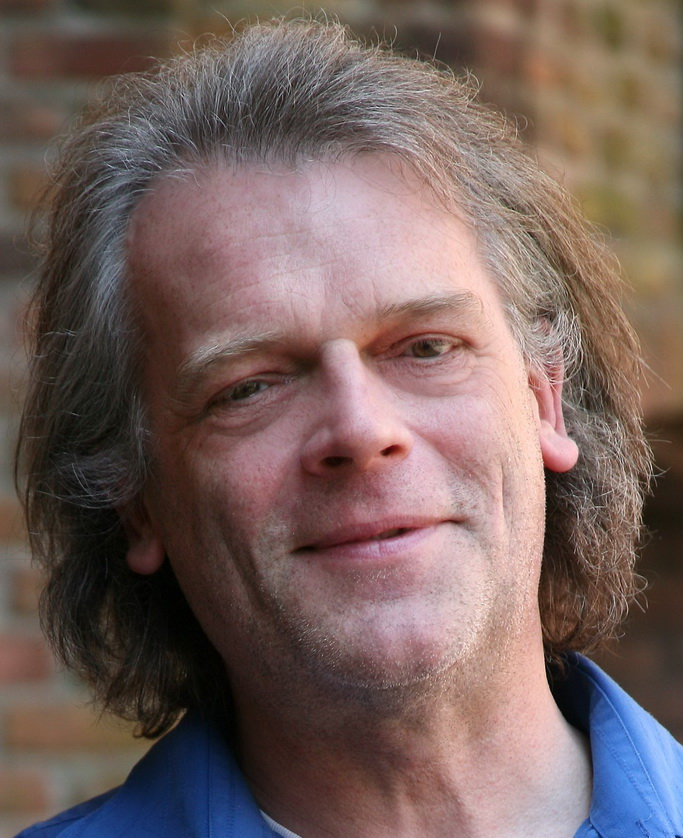
2012

## Loopbaan
In 1976, na een periode van amateur-cabaret (Flop Over Dwars), begon Feld bij Poppentheater Hans Schoen. Hij werkte aan producties als Tissotijn en Twincle Eye, Pincle Eye. Na een korte periode als technisch assistent bij Stichting Illusie ging hij in 1979 bij (Pop-)Studio Hinderik aan het werk, aanvankelijk als technicus en later als speler/maker. Hij werkte gedurende tien jaar aan zowel jeugd- (onder andere Tovenaar Van Nergens, Meneer Soleander Van De Bovenste Plank en Dat Kistje Uit China) als volwassenenproducties (onder andere Schillen, Stoeprand, Trein, en Glas). Hij regisseerde, en schreef mee aan, verschillende producties bij Stichting Illusie (onder andere Haring Onder Het Gras), deed kortstondig techniek bij De Paardenkathedraal (Nijntje) en toerde door Europa met het Amerikaans-Canadese jongleursduo Hot & Neon. Feld toerde ook met Paul Clark (Time And A Man) en Theo en Thea (De Flessentrek Revue).
Sinds 1991 is Feld verbonden aan Theater Terra. Hij speelde in onder ander  Rioolvlinder, Zeven Vadertjes, Torenhoog, Circus, Koninginnesoep, Cas en Polle, Mol en Spuit Elf en hij was te zien tijdens de Amerikaanse tournees van Circus, Koninginnesoep (Princess' soup), Zwanendons (Swans' Down), Kikker (Frog And His Friends), Kikker In De Wolken (Frog In The Clouds) en Kleine Ezel (Little Donkey). In deze laatste voorstelling was hij ook in onder andere Peking, Hongkong, Macau en Tokio te zien.
Als maker en schrijver werkte Feld aan onder andere Zeven Vadertjes, Lieve Buurvrouw,..., Koninginnesoep, Circus, papa.com en 3 Kikker-voorstellingen. Voor Kikker won Feld een John Kraaijkamp Musical Award voor Beste Inhoudelijke Creatie 2003, en voor Kikker En Zijn Vriendjes ontving hij in 2009 die prijs nogmaals. Ook voor Dolfje Weerwolfje, Kikker In De Wolken, Nieuwe Avonturen Met Dolfje Weerwolfje, Spuit Elf, Koekeloere, Koning van Katoren, Dribbel, Ali Baba en de Veertig Rovers, Kikker Is Jarig, "Raad Eens Hoeveel Ik Van Je Hou", "De Kabouter" en "Welterusten, Kleine Beer" schreef hij het script en de liedteksten.

## Prijzen
- John Kraaijkamp Musical Award voor Beste Inhoudelijke Creatie 2003 (script en liedteksten Kikker)
- John Kraaijkamp Musical Award voor Beste Script 2009 (Kikker en zijn vriendjes)